# Estado de guerra (libro)
Estado de Guerra es el segundo libro del periodista uruguayo Alfonso Lessa. Fue publicado por Editorial Fin de Siglo, en 1996.

## Reseña
«Estado de Guerra. De la Gestación del golpe del 1973 a la caída de Bordaberry» es un libro es el resultado de una larga investigación, trata de varios temas, entre ellos el Golpe de Estado del 27 de junio de 1973. El libro contiene crónicas, entrevistas a protagonistas centrales (incluyendo al propio Juan María Bordaberry), militares, políticos y miembros de la guerrilla tupamara, así como numerosos documentos inéditos.
Publicado originalmente por la editorial Fin de Siglo en 1996, ha tenido más de 15 ediciones desde ese año.[cita requerida]